# Locomotiva 2-4-2

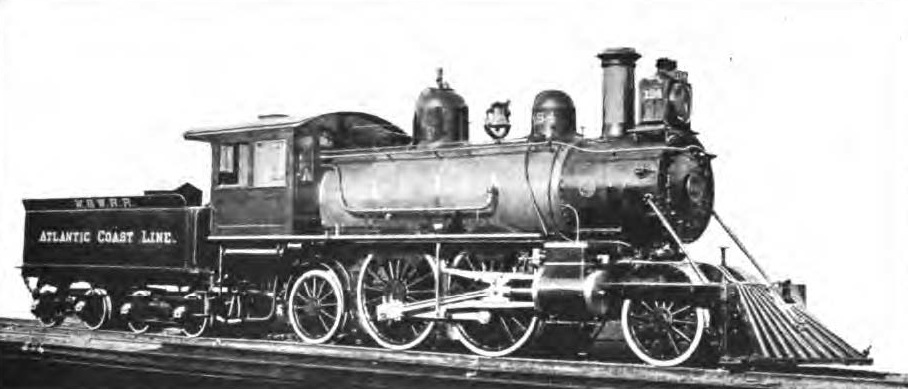
Uma locomotiva na configuração 2-4-2 construída pela Baldwin Locomotive Works, para a ferrovia Atlantic Coast Line (ACL).

Um arranjo 2-4-2 na Classificação Whyte para locomotivas a vapor é assim configurado: são dois rodeiros líderes destracionados em um eixo, seguidos por quatro rodas motrizes ligadas com o eixo de tração da caldeira, e depois mais dois rodeiros destracionados de arrasto em um eixo. Este tipo é algumas vezes chamado de "Columbia" depois do lançamento da primeira locomotiva com esta configuração.
Outras equivalências desta classificação são:
Classificação UIC: 1B1 (também conhecida na Classificação Alemã e na Classificação Italiana)

Classificação Francesa: 121

Classificação Turca: 24

Classificação Suíça: 2/4